# Seznam nejstarších žijících lidí
Toto je seznam nejstarších žijících lidí k 7. květnu 2025. Seznam zahrnuje pouze superstoleté lidi, kteří jsou starší 112 let.

## Nejstarší žijící lidé
| Pořadí | Jméno                          | Pohlaví | Datum narození    | Věk               | Země                   |
| ------ | ------------------------------ | ------- | ----------------- | ----------------- | ---------------------- |
| 1      | Ethel Caterhamová              | žena    | 21. srpen 1909    | 115 let a 259 dní | Spojené království     |
| 2      | Marie-Rose Tessierová          | žena    | 21. květen 1910   | 114 let a 351 dní | Francie                |
| 3      | Mine Kondová                   | žena    | 1. září 1910      | 114 let a 248 dní | Japonsko               |
| 4      | Naomi Whiteheadová             | žena    | 26. září 1910     | 114 let a 223 dní | Spojené státy americké |
| 5      | Izabel Rosa Pereiraová         | žena    | 13. října 1910    | 114 let a 206 dní | Brazílie               |
| 6      | Lucia Laura Sangenitová        | žena    | 22. listopad 1910 | 114 let a 166 dní | Itálie                 |
| 7      | Klavdija Gadjučkina            | žena    | 5. prosinec 1910  | 114 let a 153 dní | Rusko                  |
| 8      | Masu Usuiová                   | žena    | 18. prosinec 1910 | 114 let a 140 dní | Japonsko               |
| 9      | Andree Bertolettová            | žena    | 1. leden 1911     | 114 let a 126 dní | Francie                |
| 10     | Iolanda Beltrao de Aleveda     | žena    | 13. leden 1911    | 114 let a 114 dní | Brazílie               |
| 11     | Mijoko Hirojasuová             | žena    | 23. leden 1911    | 114 let a 104 dní | Japonsko               |
| 12     | Marita Camacho Quirosová       | žena    | 10. březen 1911   | 114 let a 58 dní  | Kostarika              |
| 13     | Maria Paschoalina de Castrová  | žena    | 2. květen 1911    | 114 let a 5 dní   | Brazílie               |
| 14     | Mary Harrisová                 | žena    | 13. květen 1911   | 113 let a 359 dní | Spojené státy americké |
| 15     | Šigeko Kagawaová               | žena    | 28. květen 1911   | 113 let a 344 dní | Japonsko               |
| 16     | Beatriz Ferreira Duarte        | žena    | 21. červen 1911   | 113 let a 320 dní | Brazílie               |
| 17     | Bonita Gibsonová               | žena    | 4. červenec 1911  | 113 let a 307 dní | Spojené státy americké |
| 18     | Isabel Barlettaová             | žena    | 12. září 1911     | 113 let a 237 dní | Argentina              |
| 19     | Winnie Felpsová                | žena    | 10. říjen 1911    | 113 let a 209 dní | Spojené státy americké |
| 20     | Maria Antonia Vazová           | žena    | 5. prosinec 1911  | 113 let a 153 dní | Brazílie               |
| 21     | Fujo Kišimotová                | žena    | 20. prosinec 1911 | 113 let a 138 dní | Japonsko               |
| 22     | Francesca Fiorigliová          | žena    | 11. leden 1912    | 113 let a 116 dní | Itálie                 |
| 23     | Sumiko Moriová                 | žena    | 30. leden 1912    | 113 let a 97 dní  | Japonsko               |
| 24     | Ilse Meingastová               | žena    | 14. březen 1912   | 113 let a 54 dní  | Spojené státy americké |
| 25     | Margaret Romansová             | žena    | 16. březen 1912   | 113 let a 52 dní  | Kanada                 |
| 26     | Maria Carmela Ricciová         | žena    | 16. duben 1912    | 113 let a 21 dní  | Itálie                 |
| 27     | Evadney Talbotová              | žena    | 10. květen 1912   | 112 let a 362 dní | Guyana                 |
| 28     | Maria Jorge Esteves de Almeida | žena    | 28. květen 1912   | 112 let a 344 dní | Brazílie               |
| 29     | Šizuko Kijunaová               | žena    | 10. červen 1912   | 112 let a 331 dní | Japonsko               |
| 30     | Toši Araširo                   | žena    | 6. červenec 1912  | 112 let a 305 dní | Brazílie               |
| 31     | Jadwiga Żak-Stewart            | žena    | 15. červenec 1912 | 112 let a 296 dní | Polsko                 |
| 32     | Madeleine Dellamônica          | žena    | 23. červenec 1912 | 112 let a 288 dní | Francie                |
| 33     | Louise Signoreová              | žena    | 31. červenec 1912 | 112 let a 280 dní | Spojené státy americké |
| 34     | Mary Chesneyová                | žena    | 3. srpen 1912     | 112 let a 277 dní | Spojené státy americké |
| 35     | Angélica Tiscornia             | žena    | 22. srpen 1912    | 112 let a 258 dní | Argentina              |
| 36     | Mariana Penna Monteiro         | žena    | 2. září 1912      | 112 let a 247 dní | Brazílie               |
| 37     | Rosa Micaela Puertasová        | žena    | 29. září 1912     | 112 let a 220 dní | Argentina              |
| 38     | Wenonah Bishová                | žena    | 2. říjen 1912     | 112 let a 217 dní | Spojené státy americké |
| 39     | Joao Marinho Neto              | muž     | 5. říjen 1912     | 112 let a 214 dní | Brazílie               |
| 40     | Catherine Ferrellová           | žena    | 10. říjen 1912    | 112 let a 209 dní | Spojené státy americké |
| 41     | Marie-Louise Andreová          | žena    | 16. říjen 1912    | 112 let a 203 dní | Francie                |
| 42     | Miho Kumagaiová                | žena    | 20. říjen 1912    | 112 let a 199 dní | Japonsko               |
| 43     | Anonym                         | žena    | 30. říjen 1912    | 112 let a 189 dní | Japonsko               |
| 44     | Akino Uedaová                  | žena    | 5. listopad 1912  | 112 let a 183 dní | Japonsko               |
| 45     | Merah Smithová                 | žena    | 9. listopad 1912  | 112 let a 179 dní | Spojené království     |
| 46     | Louise Burkhalterová           | žena    | 13. listopad 1912 | 112 let a 175 dní | Spojené státy americké |
| 47     | Anonym                         | žena    | 15. listopad 1912 | 112 let a 173 dní | Japonsko               |
| 48     | Anna Natellaová                | žena    | 21. listopad 1912 | 112 let a 167 dní | Spojené státy americké |
| 49     | Georgette Huardová             | žena    | 24. listopad 1912 | 112 let a 164 dní | Francie                |
| 50     | Hideno Kawadžiová              | žena    | 28. listopad 1912 | 112 let a 160 dní | Japonsko               |
| 51     | Maria da Conceicao Britová     | žena    | 31. prosinec 1912 | 112 let a 127 dní | Portugalsko            |
| 52     | Adela Harrisonová              | žena    | 2. leden 1913     | 112 let a 125 dní | Spojené království     |
| 53     | Jukie Takahaši                 | žena    | 4. leden 1913     | 112 let a 123 dní | Japonsko               |
| 54     | Hazel Schultzová               | žena    | 12. leden 1913    | 112 let a 115 dní | Spojené státy americké |
| 55     | Hide Endová                    | žena    | 13. leden 1913    | 112 let a 114 dní | Japonsko               |
| 56     | Mary Petrosky                  | žena    | 14. leden 1913    | 112 let a 113 dní | Spojené státy americké |
| 57     | Virginia Bellová               | žena    | 29. leden 1913    | 112 let a 98 dní  | Spojené státy americké |
| 58     | Ottilie Reimersová             | žena    | 30. leden 1913    | 112 let a 97 dní  | Německo                |
| 59     | Zoila de la Paz                | žena    | 4. únor 1913      | 112 let a 92 dní  | Kuba                   |
| 60     | Eulalia Bravo Bravo            | žena    | 12. únor 1913     | 112 let a 84 dní  | Mexiko                 |
| 61     | Joši Jamamotová                | žena    | 18. únor 1913     | 112 let a 78 dní  | Japonsko               |
| 62     | Marcelle Demorgny              | žena    | 10. březen 1913   | 112 let a 58 dní  | Francie                |
| 63     | Marie-Louise Bressonová        | žena    | 15. březen 1913   | 112 let a 53 dní  | Francie                |
| 63     | Jukiko Hondaová                | žena    | 15. březen 1913   | 112 let a 53 dní  | Japonsko               |
| 65     | Haruko Onizukaová              | žena    | 18. březen 1913   | 112 let a 50 dní  | Japonsko               |
| 65     | Angelina Torres Vallbona       | žena    | 18. březen 1913   | 112 let a 50 dní  | Španělsko              |
| 67     | Pauline Cooková                | žena    | 30. březen 1913   | 112 let a 38 dní  | Spojené státy americké |
| 68     | Maria Concepcion Bravo Chavez  | žena    | 1. duben 1913     | 112 let a 36 dní  | Mexiko                 |
| 69     | Josino Levino Ferreira         | muž     | 3. duben 1913     | 112 let a 34 dní  | Brazílie               |
| 70     | Ilda da Silva                  | žena    | 16. duben 1913    | 112 let a 21 dní  | Portugalsko            |
| 71     | Miho Matsuzaki                 | žena    | 18. duben 1913    | 112 let a 19 dní  | Japonsko               |
| 72     | Francis Piscatella             | žena    | 20. duben 1913    | 112 let a 17 dní  | Spojené státy americké |
| 73     | Canuto de Matos                | muž     | 21. duben 1913    | 112 let a 16 dní  | Brazílie               |
| 74     | Vidalina Matamoros Reyes       | žena    | 28. duben 1913    | 112 let a 9 dní   | Kuba                   |
| 75     | Masawo Koge                    | žena    | 30. duben 1913    | 112 let a 7 dní   | Japonsko               |
| 76     | Hanako Išíová                  | žena    | 7. květen 1913    | 112 let a 0 dní   | Japonsko               |
| 77     | Lois Bostonová                 | žena    | 10. květen 1913   | 111 let a 362 dní | Spojené státy americké |
| 78     | Launa Mitchellová              | žena    | 23. květen 1913   | 111 let a 349 dní | Spojené státy americké |
| 79     | Iči Kubotaová                  | žena    | 30. květen 1913   | 111 let a 342 dní | Japonsko               |
| 80     | Ilie Ciocan                    | muž     | 10. červen 1913   | 111 let a 331 dní | Rumunsko               |
| 81     | Pauline Hapesová               | žena    | 15. červen 1913   | 111 let a 326 dní | Spojené státy americké |
| 82     | Denise Leroyová                | žena    | 3. července 1913  | 111 let a 308 dní | Francie                |
| 83     | Dorothy Mildred Mimmsová       | žena    | 5. července 1913  | 111 let a 306 dní | Spojené státy americké |
| 84     | Onorina Tagliaferrová          | žena    | 7. července 1913  | 111 let a 304 dní | Argentina              |